# Lista de praias de Pernambuco

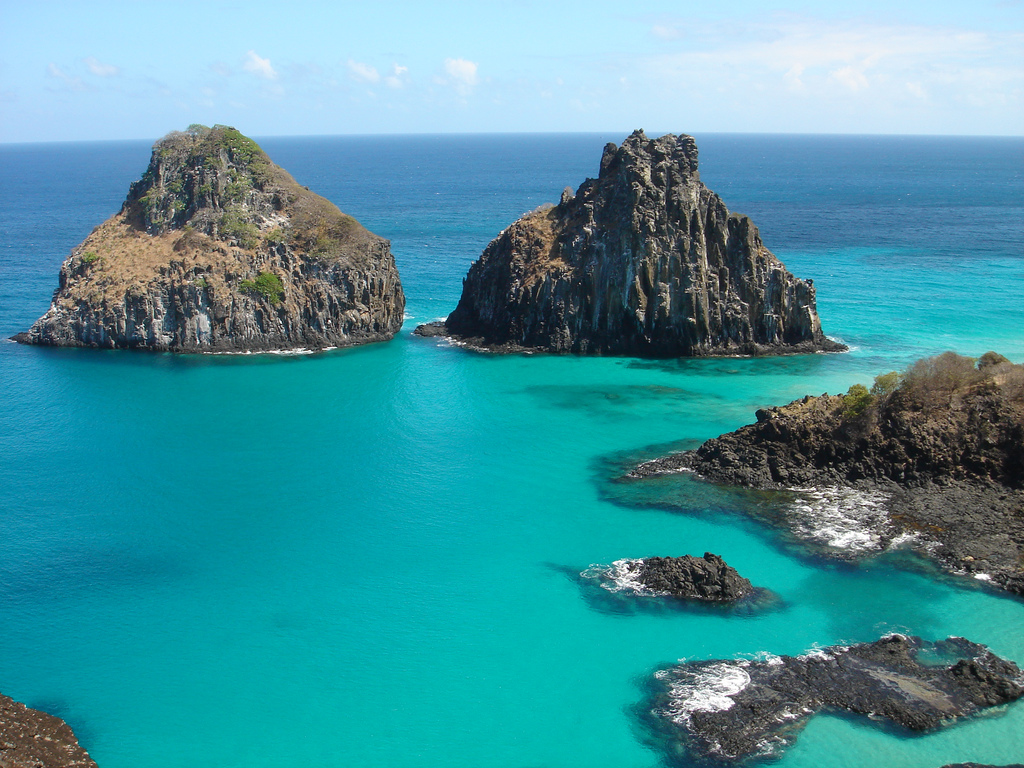
Rocha dois irmãos em Fernando de Noronha.

Abaixo está uma lista de praias do estado brasileiro de Pernambuco por município, desde a praia de Carne de Vaca, no extremo norte, até Coroa Grande, no extremo sul.
O litoral de Pernambuco tem 187 quilômetros de comprimento  mais a costa das ilhas de Fernando de Noronha. Em Pernambuco estão localizadas dezenas de praias de todos os tipos, das virgens às urbanas.

## Goiana
- Carne de Vaca
- Pontas de Pedras
- Barra de Catuama
- catuama
- Atapuz
- tabatinga

## Ilha de Itamaracá

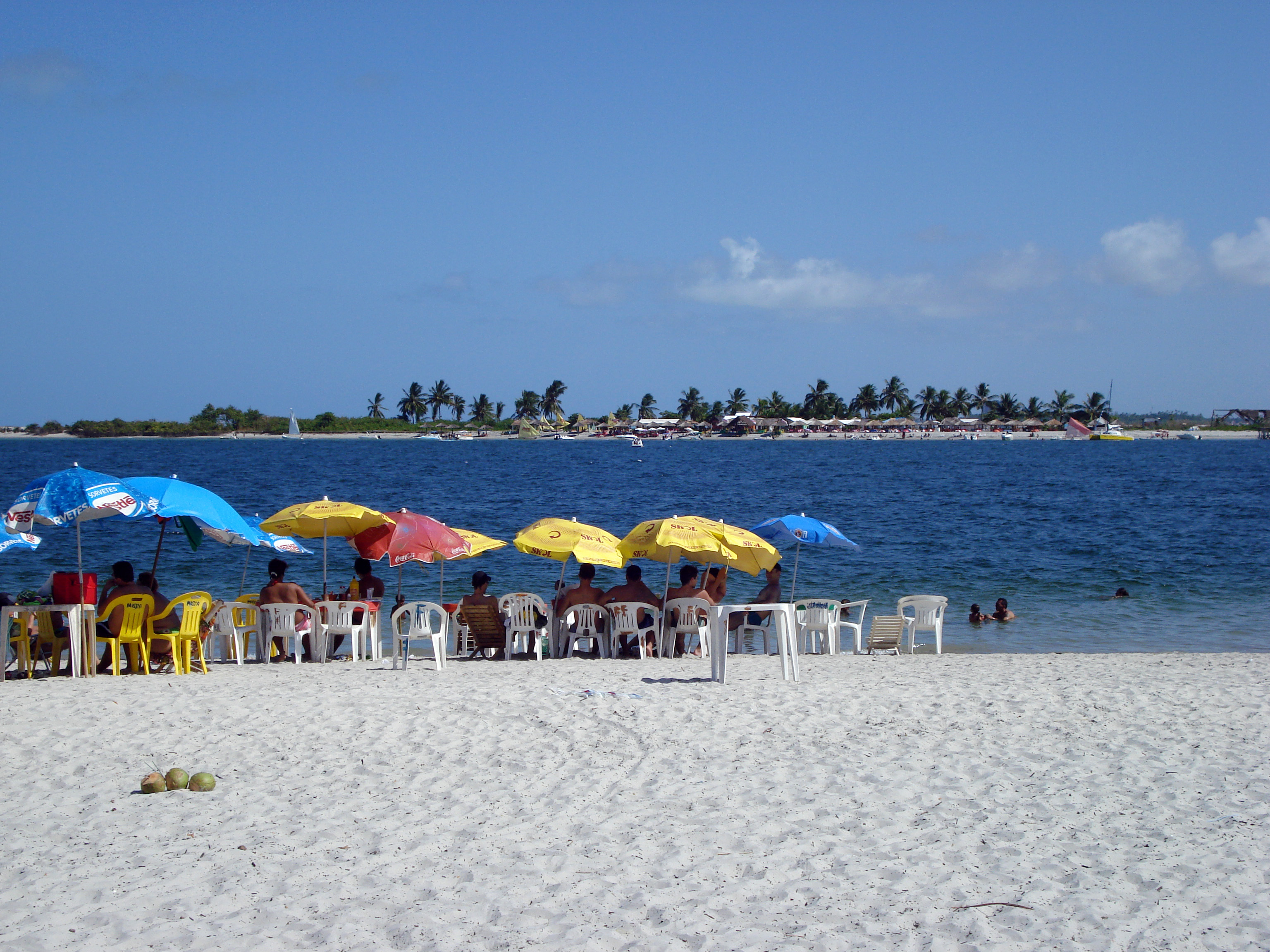
Praia da Ilha de Itamaracá

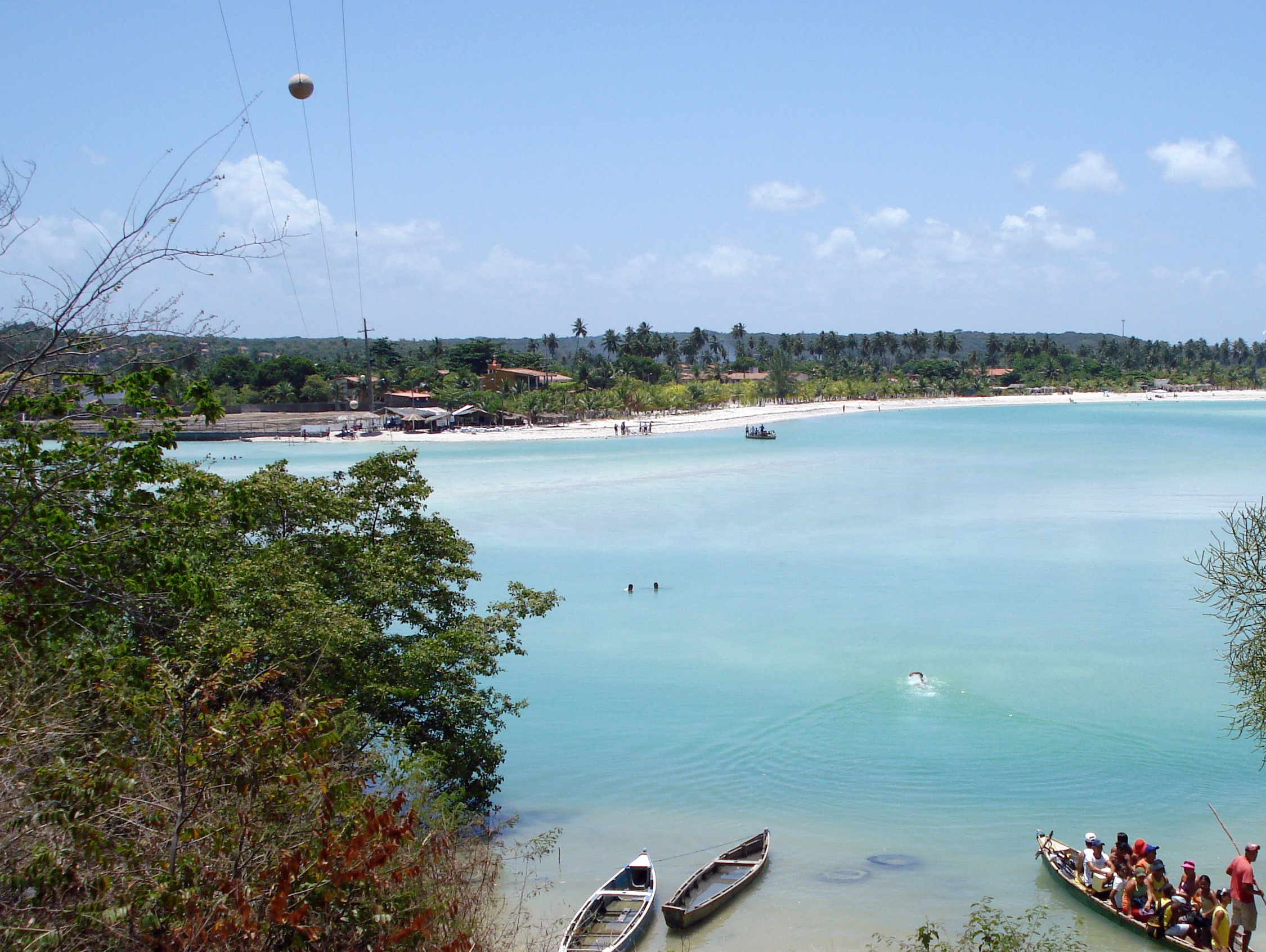
Estuário da Ilha de Itamaracá

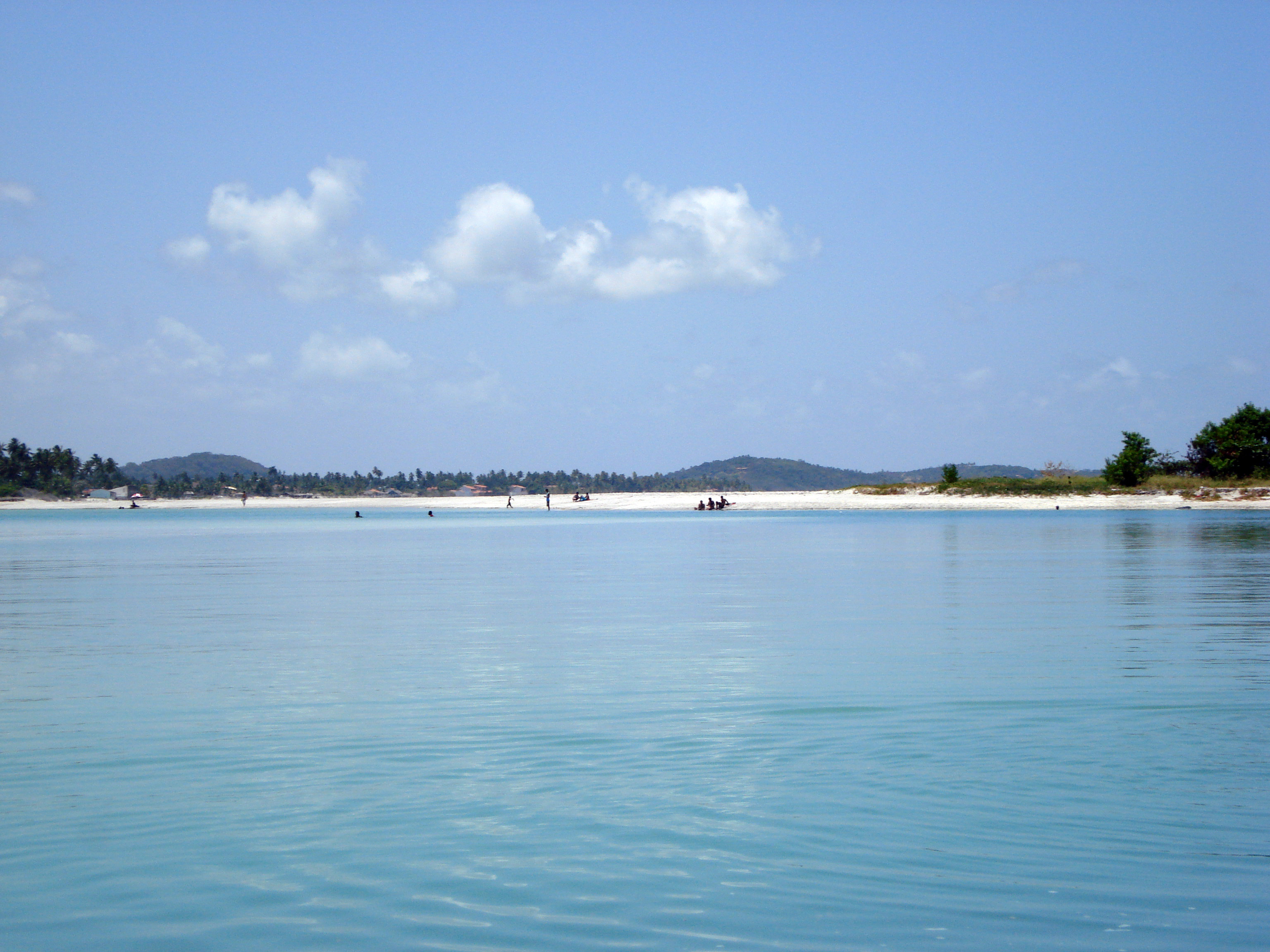
Estuário

- Pontal da Ilha
- Fortinho
- Pontal de Jaguaribe
- jaguaribe

- Quatro Cantos
- Pilar
- Rio Âmbar
- Baixa Verde
- Forno de Cal
- Forte Orange
- Enseada dos Golfinhos

- São Paulo
- Sossego

## Igarassu
- Gavoa
- Ilhéu da Coroa do Avião
- Mangue Seco
- Praia do Capitão

## Paulista
- Conceição
- Pau Amarelo
- Janga
- Maria farinha

## Olinda
- Rio Doce
- Casa Caiada
- Bairro Novo
- Farol
- Carmo
- Milagres
- Del Chifre

## Recife

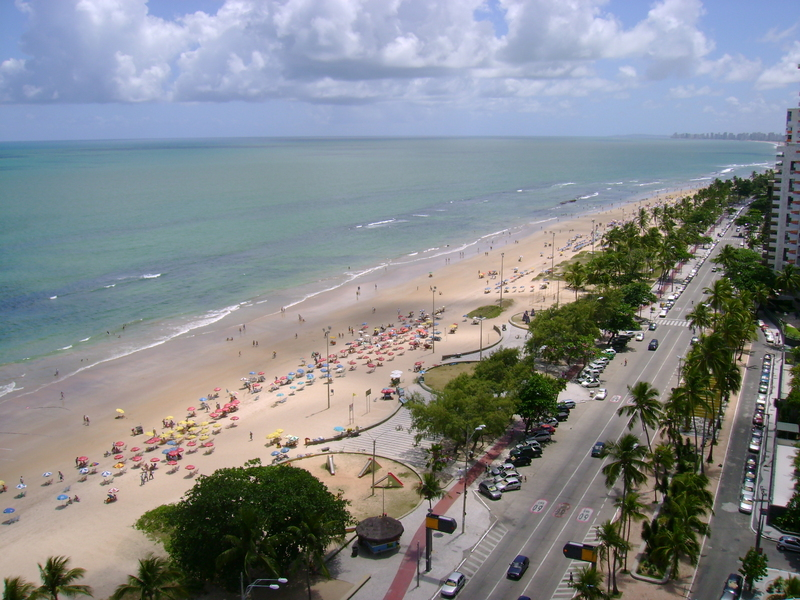
Boa Viagem vista de um apartamento

- Brasília Teimosa
- Pina
- Boa Viagem, Recife

## Jaboatão
- Piedade
- Candeias
- Barra de Jangada

## Cabo de Santo Agostinho

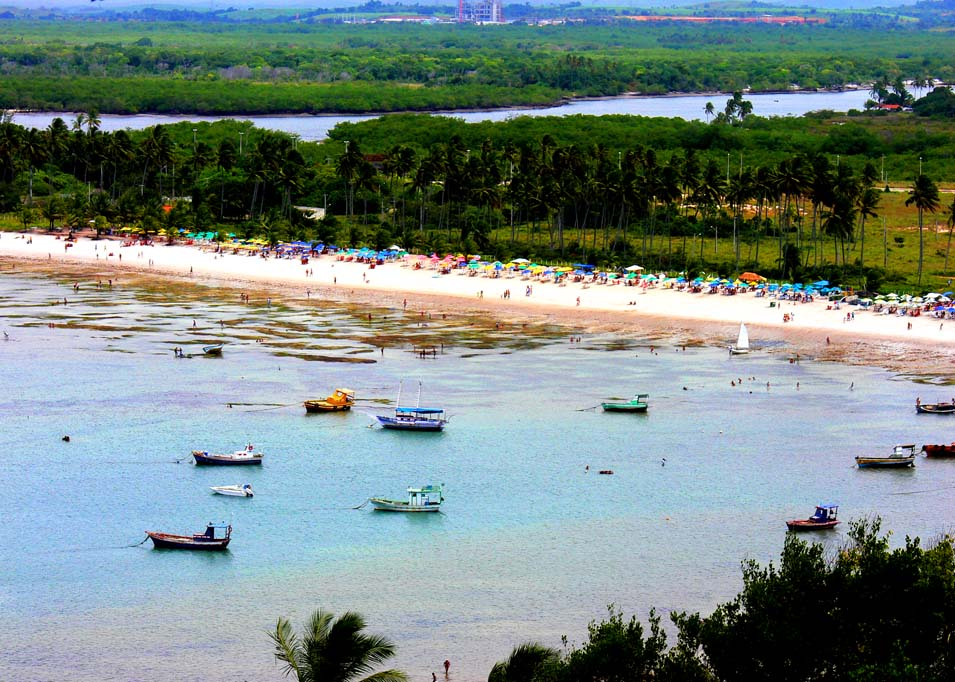
Praia de Suape.

- Paiva
- Itapuama
- Xeréu
- Enseada dos Corais
- Gaibu
- Calhetas
- Paraíso
- Suape

## Ipojuca

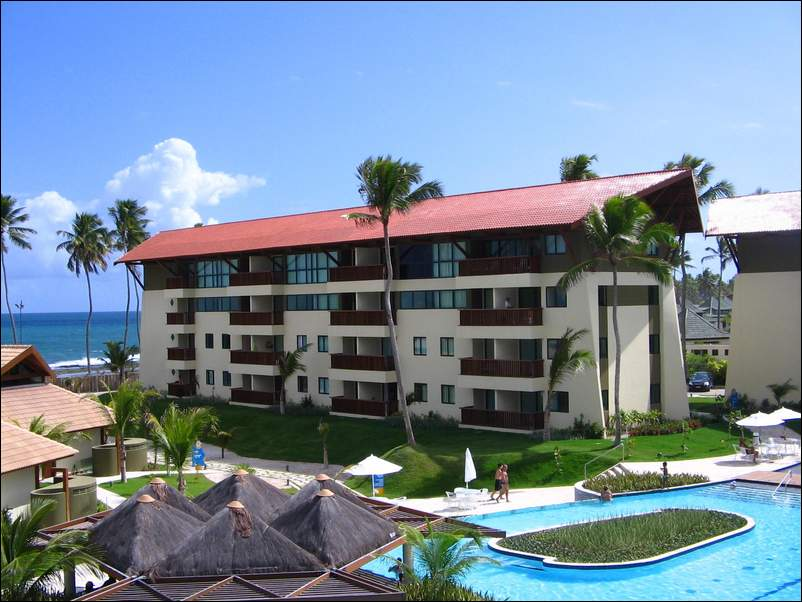
Resort em Muro Alto.

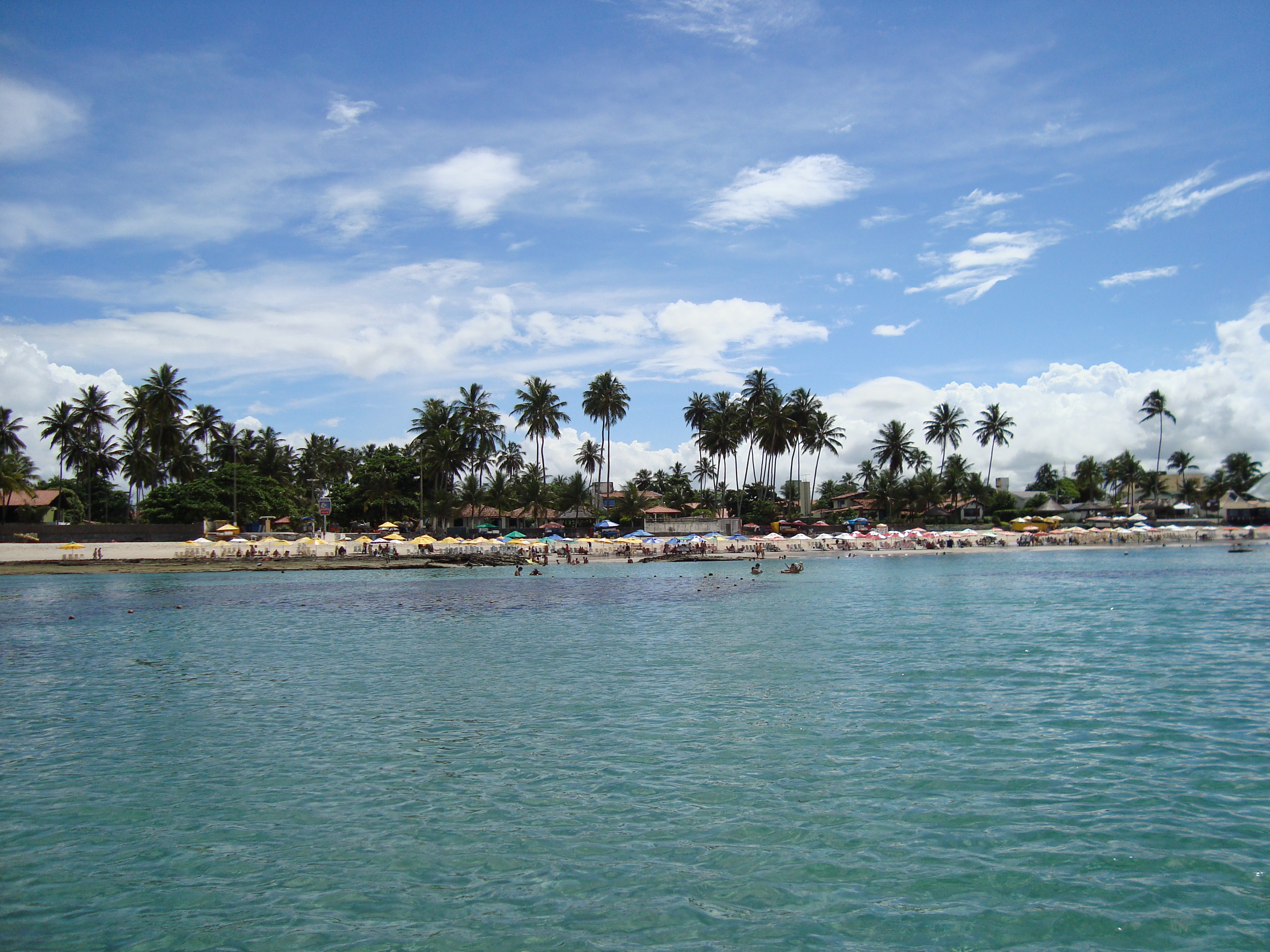
Porto de Galinhas, vista de um barco.

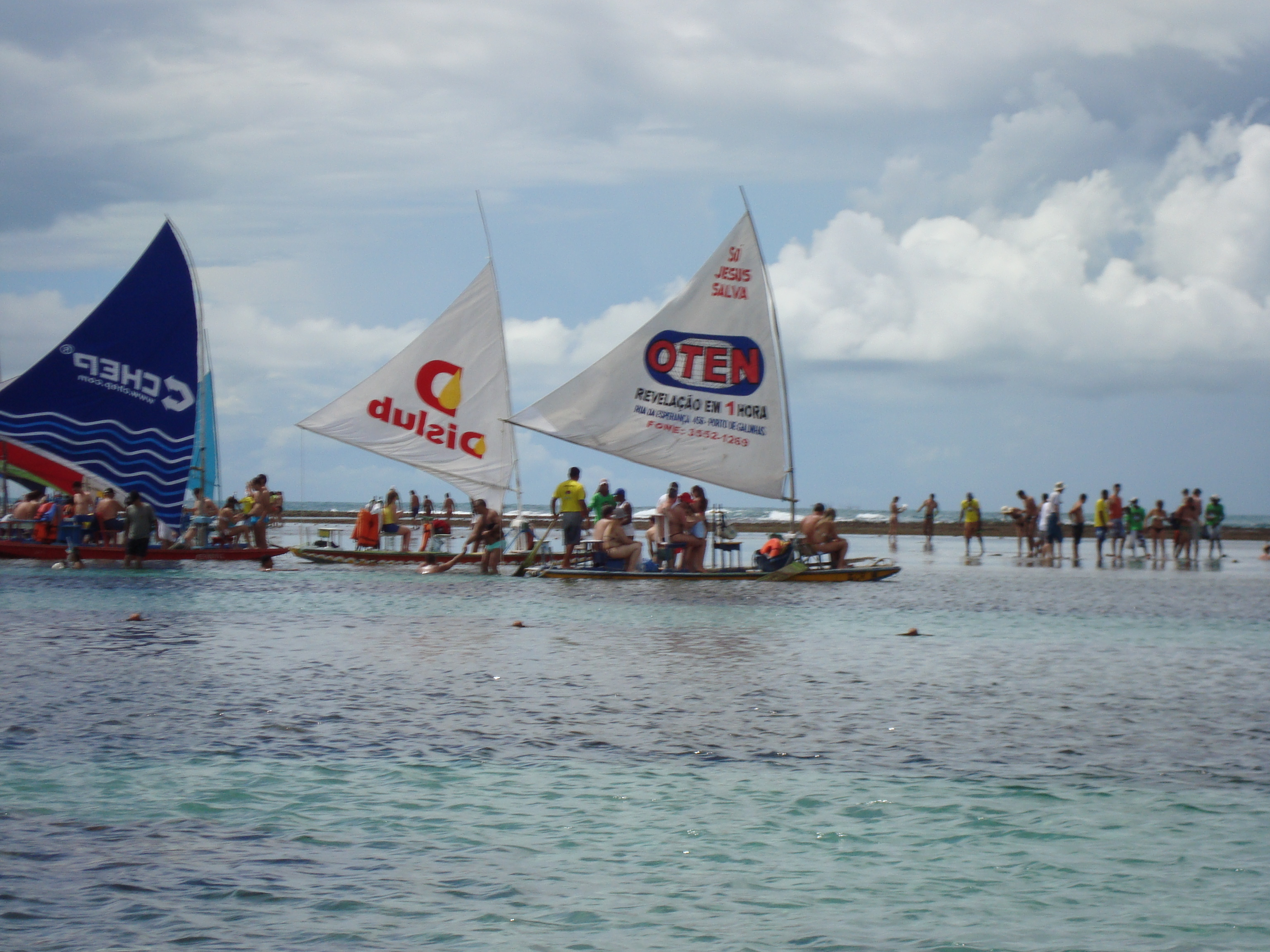
Barcos de jangada típicos em Porto de Galinhas.

- Camboa
- Muro Alto
- Cupê
- Porto de Galinhas
- Pontal de Maracaípe
- Maracaípe
- Serrambi

## Sirinhaém
- Gamela
- Guadalupe
- Barra de Sirinhaem

## Rio Formoso
- Pedra
- Reduto

## Tamandaré

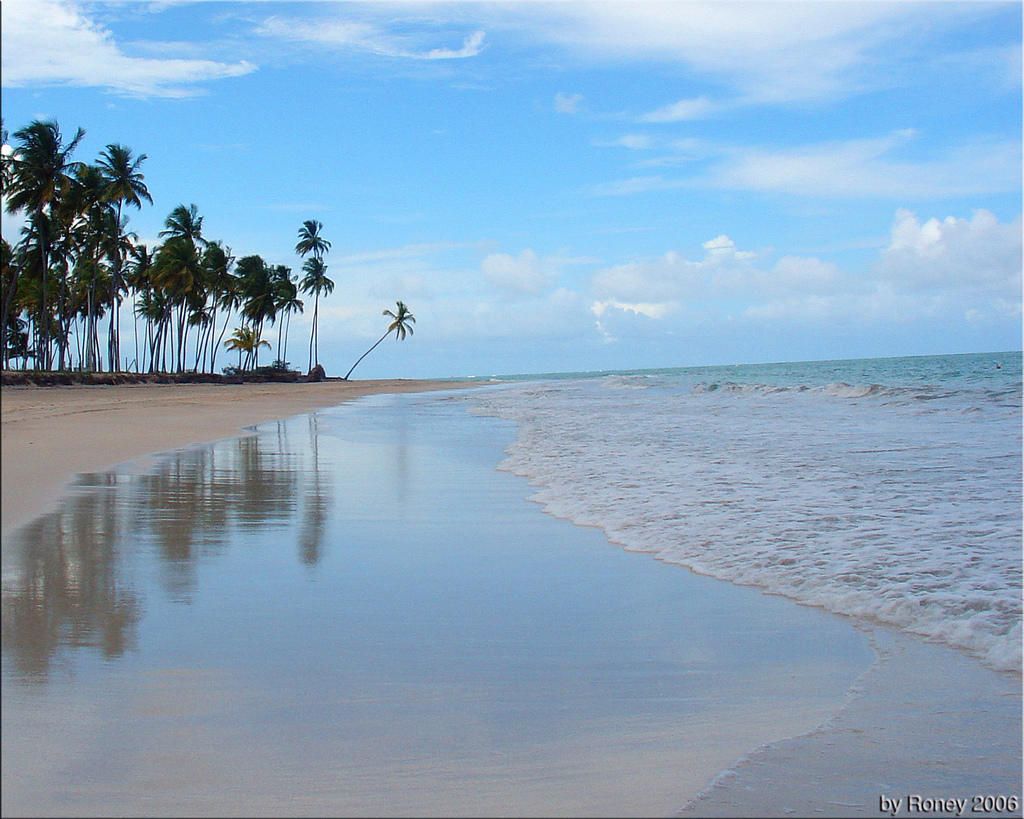
Praia de Tamandaré

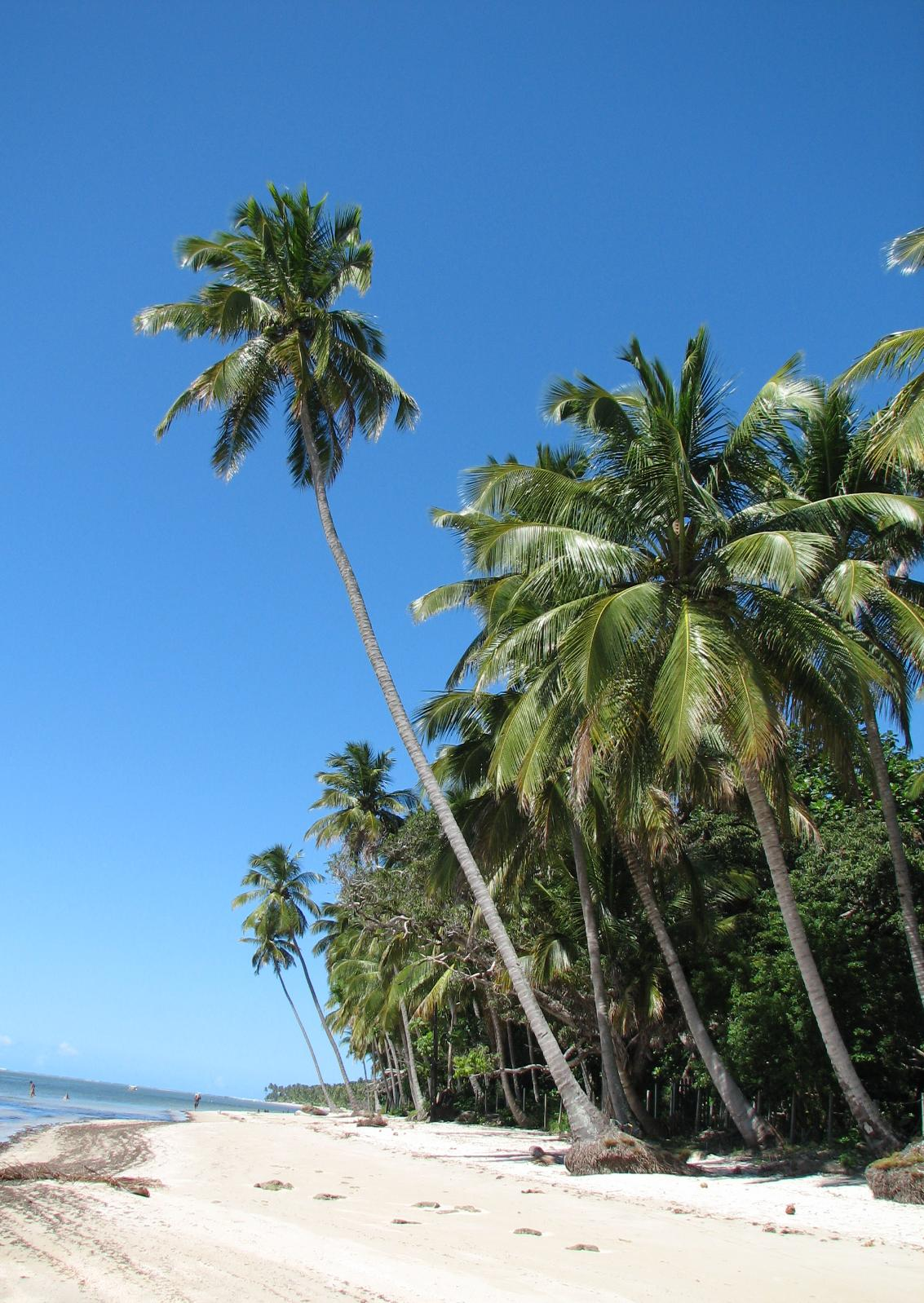
Praia dos Carneiros

- Carneiros
- Campas
- Tamandaré
- Boca da Barra

## Barreiros
- Mamucabinhas
- Porto

## São José da Coroa Grande

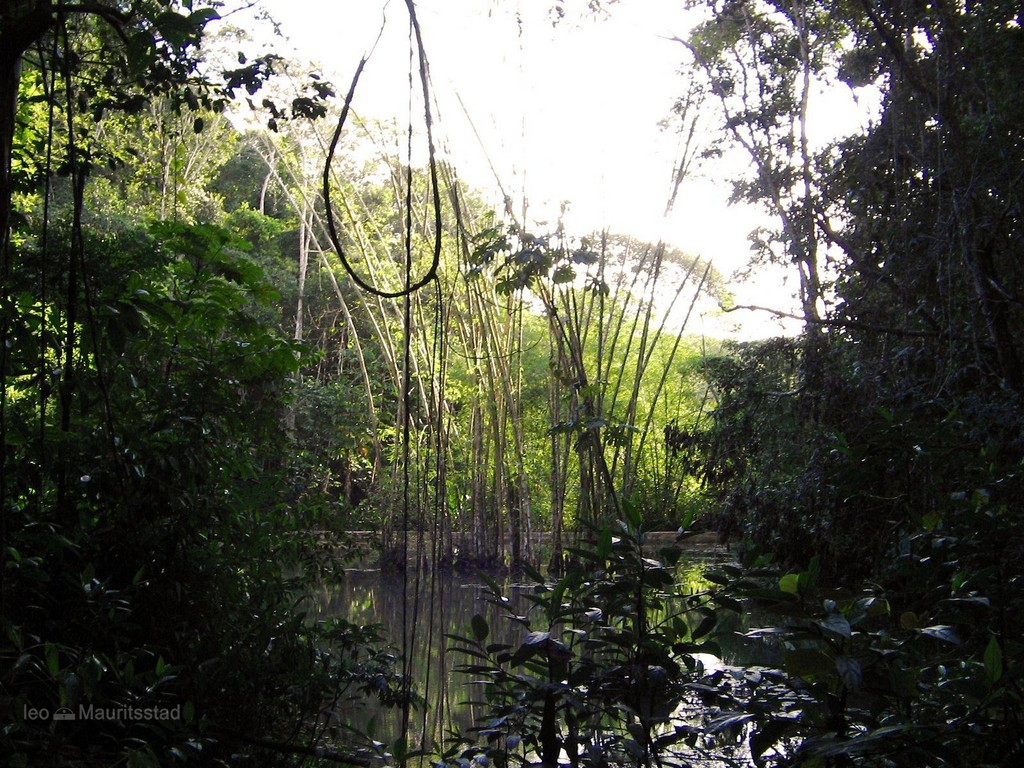
Mata Atlântica virgem, frequentemente vista perto de praias

- Gravatá
- Barra da Cruz
- Várzea do Una
- Coroa Grande

## Ilhas de Fernando de Noronha

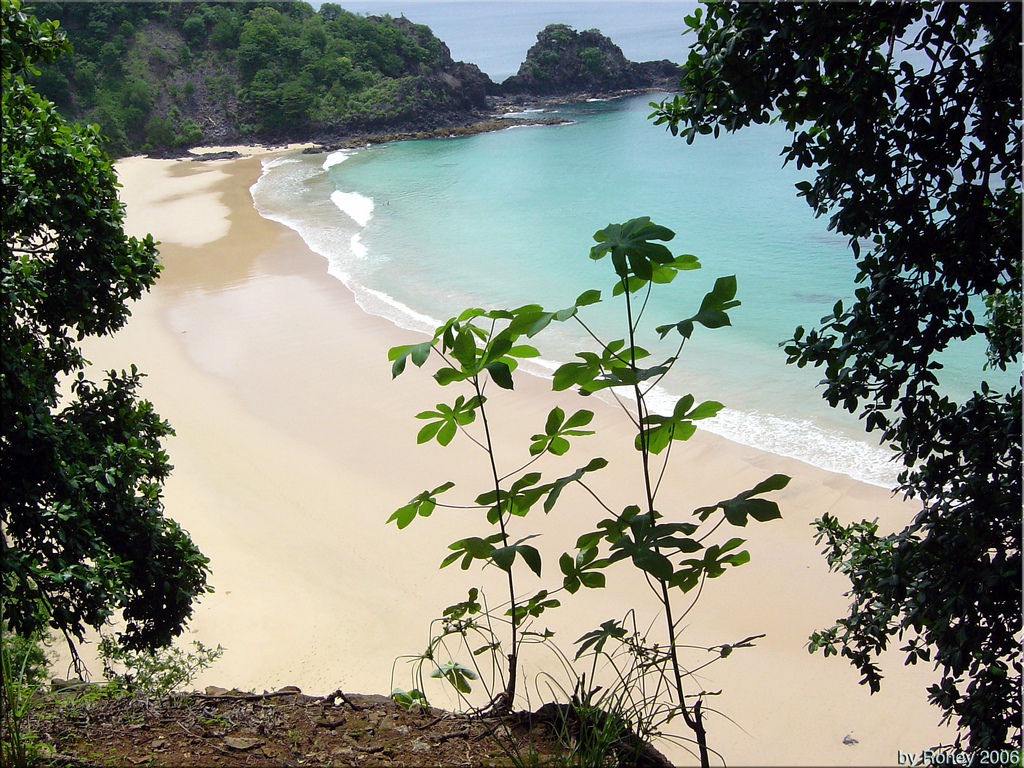
Praia do Sancho - uma reserva para cerca de 600 golfinhos-rotadores

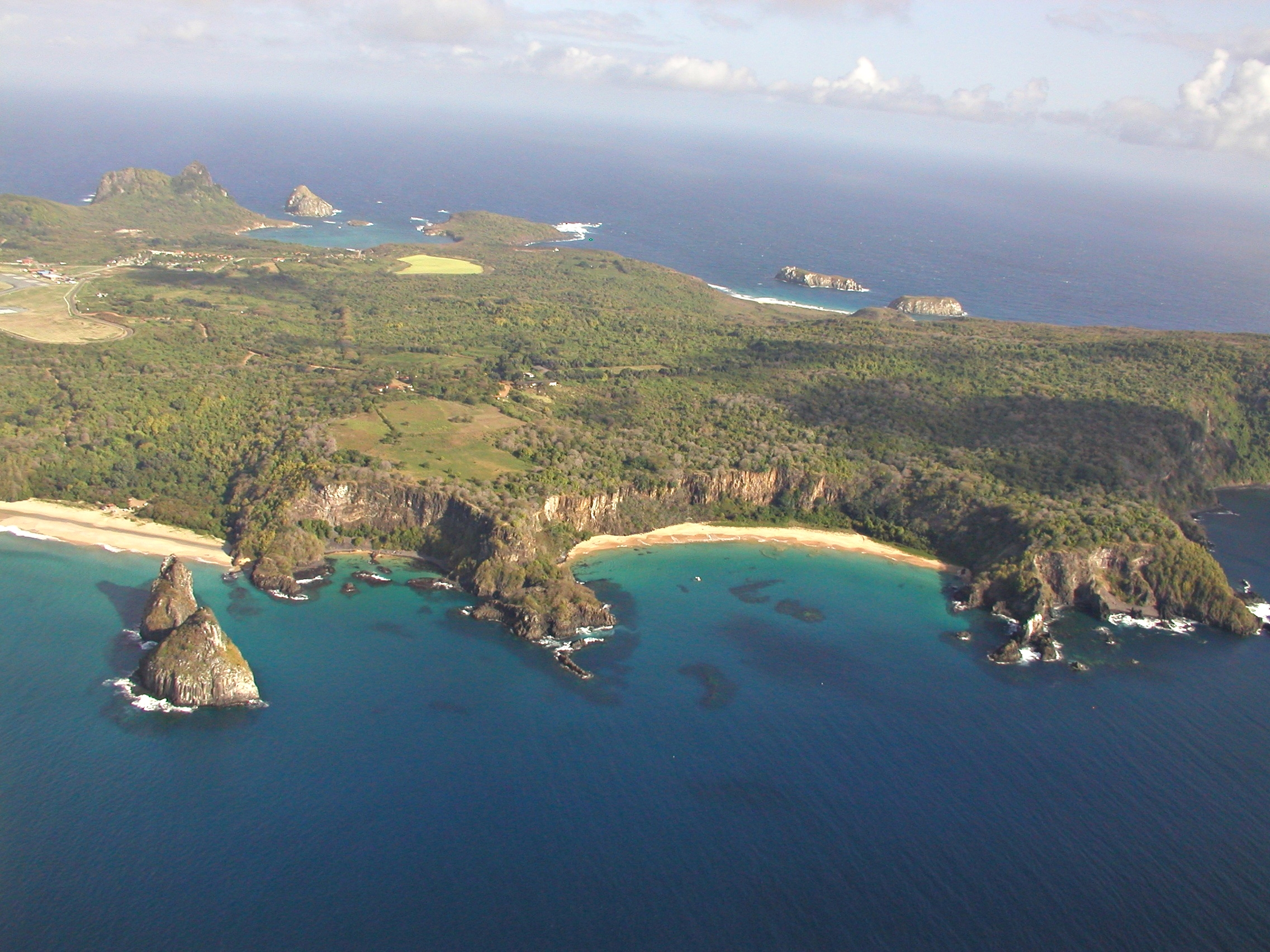
praia do sancho e pedras dois irmãos

- Sancho
- Conceição
- Cacimba do Padre
- Baía dos Golfinhos
- Baía dos Porcos
- Baía do Porto de Santo Antonio
- Boldró
- Americano
- Presságio
- Biboca
- Cachorro
- Do Meio
- Quixaba
- Ponta da Sapata
- Leão
- Ponta das Caracas
- Baía do Sueste
- Atalaia
- Enseada da Caeira
- Buraco da Raquel
- Caeira
- Ponta da Air France

## Galeria

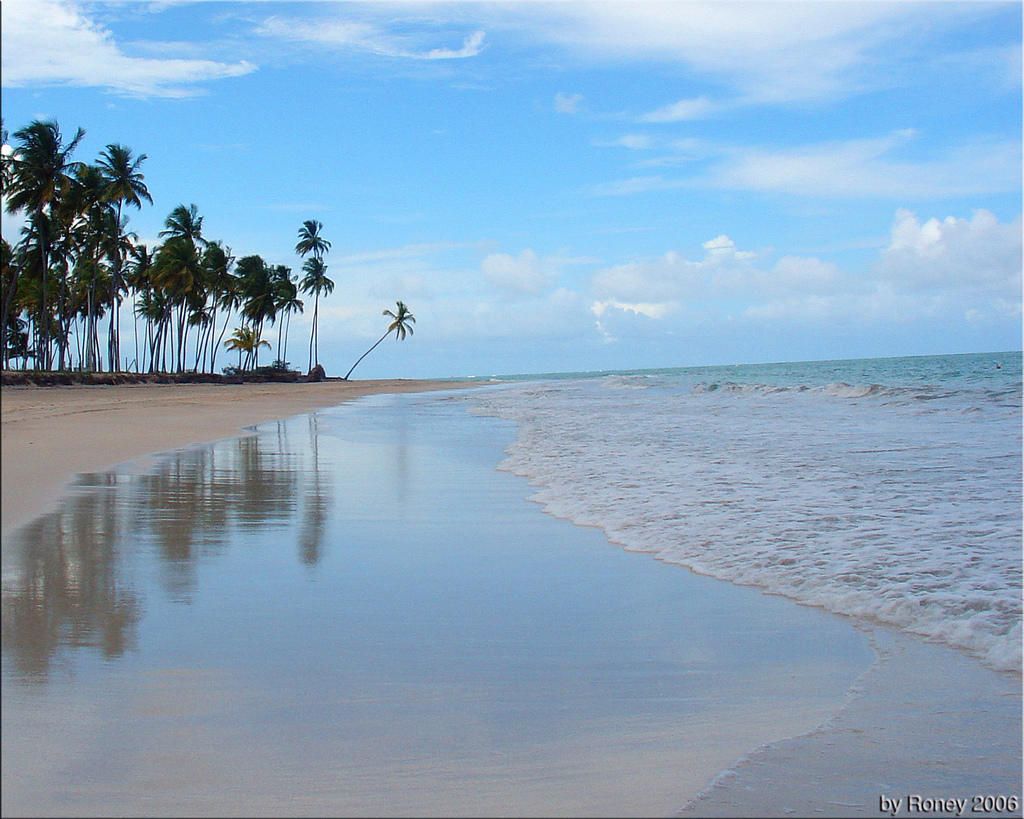
Praia de Tamandaré .
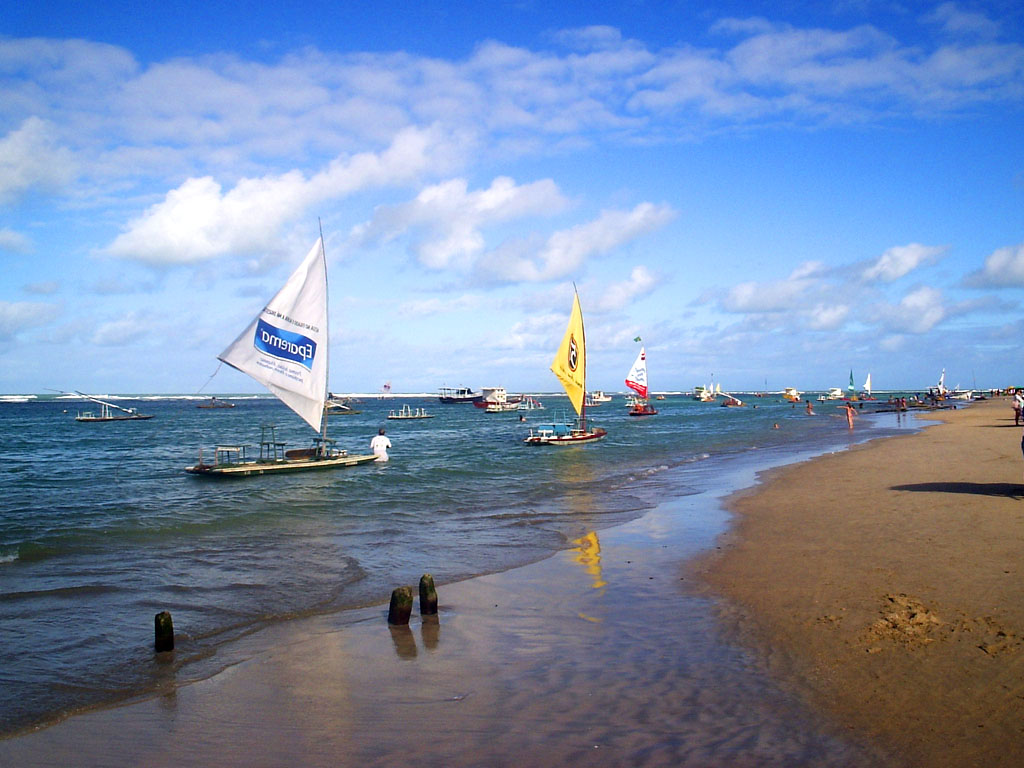
Praia de Porto de Galinhas .
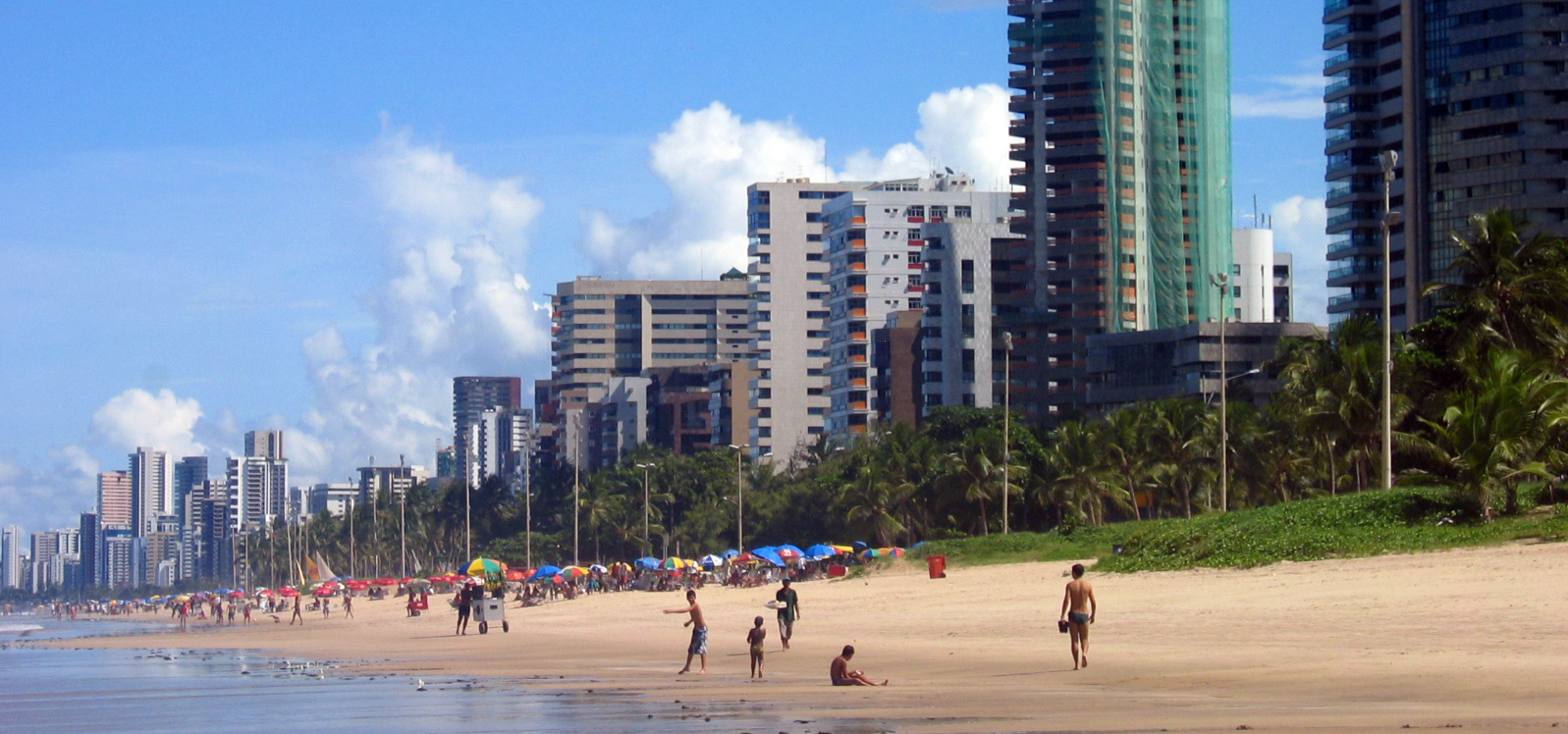
Boa Viagem vista da praia.
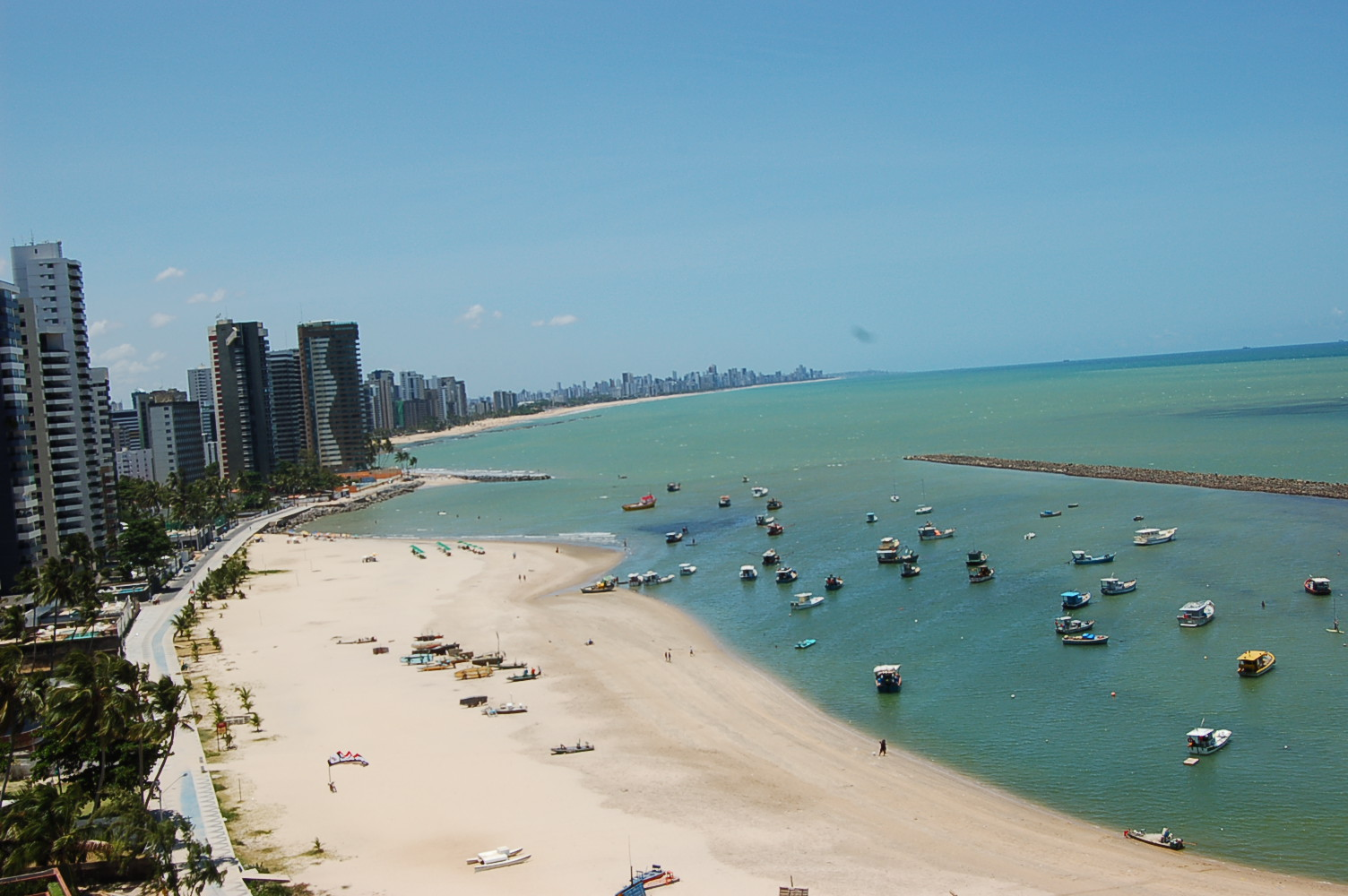
Praia de Candeias.
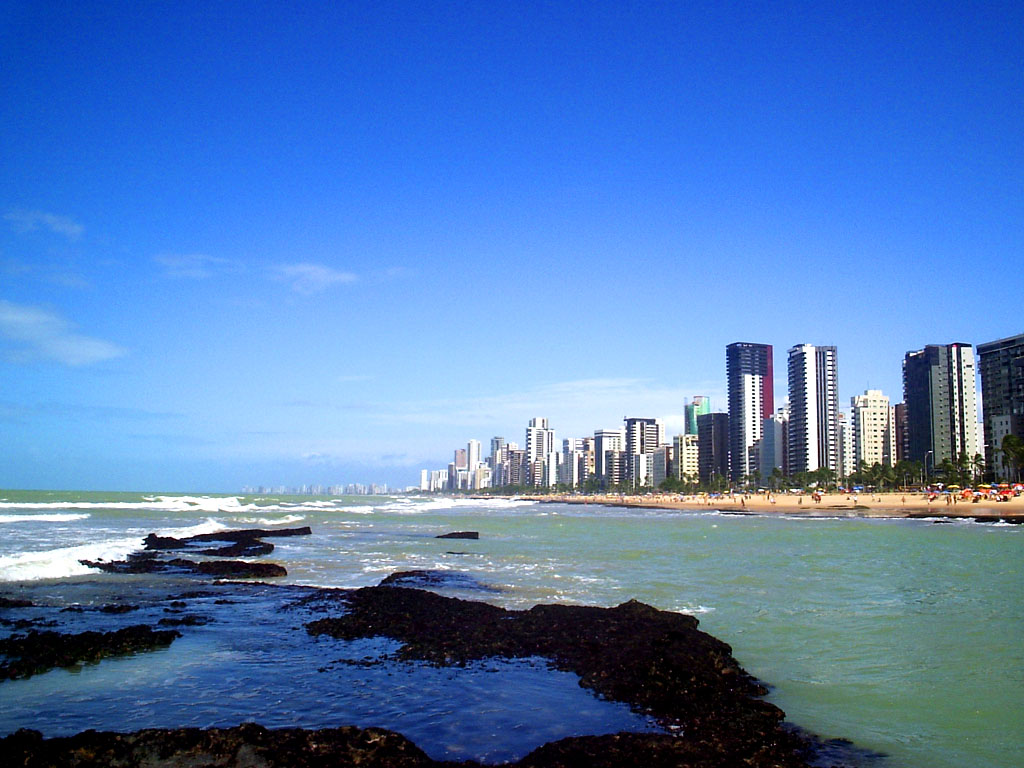
Boa Viagem vista dos recifes do mar.
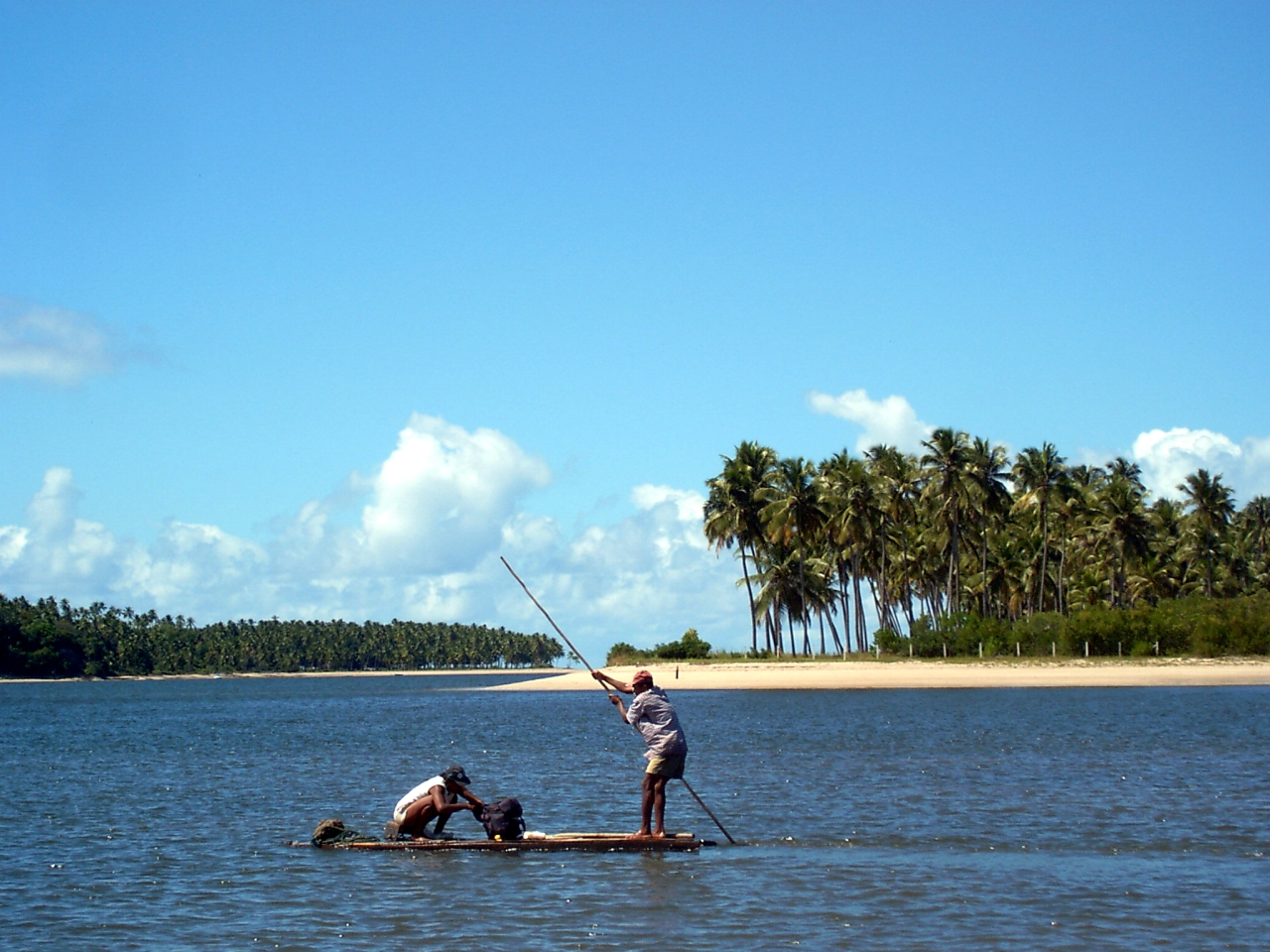
Pescadores em Tamandaré.